# Didacticiel
Pour un article plus général, voir Technologies de l'information et de la communication pour l'éducation.
Un didacticiel (contraction de « didactique » et « logiciel ») peut désigner deux choses :
- un programme informatique relevant de l'enseignement assisté par ordinateur (EAO) ; plus précisément, il s'agit d'un logiciel interactif destiné à l'apprentissage des savoirs (et plus rarement de savoir-faire) sur un thème ou un domaine donné et incluant généralement un auto-contrôle de connaissance[1] ; la DGLF préconise dans le sens strict l'emploi de l'expression « logiciel éducatif » ;
- un document (papier ou support numérique) visant à former à l'utilisation d'un logiciel[réf. nécessaire] ; on parle aussi de tutoriel.

Le mot didacticiel est un néologisme qui est mentionné dans FranceTerme, comme faisant partie du langage professionnel. FranceTerme recommande par ailleurs l'expression « logiciel éducatif ». On utilise aussi le terme « exerciseur » lorsque le logiciel est réalisé à base d'exercices d'entraînement, ou « environnement interactif multimédia » (l'activité pouvant être libre)[réf. nécessaire]. L'usage n'a pas encore tranché[Quand ?] entre ces termes.
Il est un des outils des technologies de l'information et de la communication (TIC) et des technologies de l'information et de la communication pour l'éducation (TICE).

## Note
1. ↑  Éditions Larousse, « Définitions : didacticiel », sur Dictionnaire de français Larousse (consulté le 12 mars 2025)
2. ↑  « Logiciel éducatif | FranceTerme », sur Culture (consulté le 12 mars 2025)
3. ↑  Journal officiel du 20/04/2007
4. ↑  Roland Lauterbach et Karl Frey, « Les Logiciels éducatifs: bilan et perspectives », sur UNESCO Bureau international d'éducation, Perspectives: revue trimestrielle d'éducation, XVII, 3, 1987 (consulté le 12 mars 2025), p. 418